# Забелля (Себезький район)
Забелля (рос. Забелье) — присілок в Себезькому районі Псковської області Російської Федерації.
Населення становить 23 особи. Входить до складу муніципального утворення Себезьке муніципальне утворення.

## Історія
Від 2015 року входить до складу муніципального утворення Себезьке муніципальне утворення.

## Населення
| 2001 | 2002 | 2010 |
| ---- | ---- | ---- |
| 36   | ↘30  | ↘23  |